# Acaiu spinosus
Acaiu spinosus là một loài bọ cánh cứng trong họ Cerambycidae.